# Euophrys rapida
Euophrys rapida là một loài nhện trong họ Salticidae.
Loài này thuộc chi Euophrys. Euophrys rapida được Carl Ludwig Koch miêu tả năm 1846.